# Локомотив (стадион, Ташкент)
Стадио́н «Локомоти́в» (узб. «Lokomotiv» stadioni) — футбольный стадион в столице Узбекистана, Ташкенте. Построен к 100-летнему юбилею узбекского футбола. Стадион вмещает в себя 8 тысяч зрителей. На стадионе проводит свои домашние матчи футбольный клуб «Локомотив Ташкент».

## История
Строительство стадиона «Локомотив» в Ташкенте был начат в 2009 году на месте снесенного стадиона «Трактор». Стадион был спроектирован и построен при сотрудничестве и финансировании Правительства Узбекистана, государственной железнодорожной компании «O’zbekiston Temir Yo’llari» и Федерации футбола Узбекистана на юбилей столетия футбола Узбекистана. Стадион вмещает в себе восемь тысяч зрителей и соответствует всем мировым стандартам. Стадион был сдан в эксплуатацию в мае 2012 года. На стадионе проводит свои домашние матчи футбольный клуб «Локомотив Ташкент».